# Batalla de Sollube
La Batalla de Sollube fue un enfrentamiento militar ocurrido entre el 6 y el 14 de mayo de 1937 en los alrededores de la localidad vizcaína de Bermeo en el País Vasco, España. Enfrentó a las fuerzas sublevadas contra la Segunda República española de Bautista Sánchez y a algunos de los batallones del Bando republicano que participaban de la defensa de Bilbao.

## Los combates
Entre los días 6 y 14 de mayo de 1937 el monte Sollube fue escenario de una de las batallas de la guerra civil española más importantes que se libraron en suelo vizcaíno. En septiembre de 1936 el frente de batalla quedó inmovilizado en la frontera entre las provincias de Vizcaya y Guipúzcoa. En marzo de 1937 las fuerzas alzadas contra la legitimidad republicana comienzan una ofensiva que avanza por Vizcaya rumbo a Bilbao, capital de la provincia e importante centro industrial donde se habían montado los talleres, transformados en industrias bélicas, que habían sido evacuados de Éibar y otras localidades próximas a la línea de fuego. 
Tras los bombardeos de Durango y Guernica se produce la ocupación de la infantería. Bermeo se encuentra entre el monte Sollube y el mar, a su lado el cabo Machichaco. Las tropas facciosas, compuestas principalmente por la brigada Flechas Negras, formada por un tercio de soldados italianos y el resto españoles y comandada por Sandro Piazzoni, entra en Bermeo el 30 de abril de 1937 procedente de Guernica. La ocupación de la comarca se realiza con un número de 6.000 soldados de los cuales unos 700 efectivos toman la villa marinera. Los soldados de las Flechas Negras fueron cercados por los milicianos republicanos (vascos, asturianos y cántabros) que los mantuvieron durante dos días bajo su dominio. Los franquistas llamaron en su auxilio a la brigada Quinta de Navarra, compuesta por más de 7.000 hombres.
Objetivo de las tropas facciosas era la toma del estratégico monte Sollube que se alza cerca de la orilla del mar dominando una extensa zona de Vizcaya, en especial el Valle de Asúa, comarca vecina y próxima a Bilbao y permitir una posición ventajosa en el ataque a la defensa de la capital, el llamado Cinturón de Hierro de Bilbao. La defensa republicana se basaba en batallones de milicianos vascos, asturianos y cántabros con participación numerosa de vecinos de la villa de Bermeo, la cual fue cogida casi de improvisto por el acontecimiento y convaleciente aún de la tragedia ocurrida en la mar que había costado la vida pescadores de la localidad pocos días antes. La pérdida de esta posición estratégica significó el principio del fin de la defensa de Bilbao.
En los diez días que duraron los combates murieron más de 1000  personas pertenecientes a ambos bandos, 400 a los sublevados y el resto de republicanos. La caída de la cima del Sollube en manos de las fuerzas sublevadas supuso que la villa de Bermeo quedara el supeditada a ellos y que Bilbao quedara, prácticamente a su alcance.

## Cronología de la batalla
- 30 de abril: La brigada Flechas Negras, al mando de Sandro Piazzoni, toma Bermeo.
- 1 de mayo: El batallón republicano UGT-8, procedente de Sollube, ataca a las tropas italianas en Bermeo.
- 2 de mayo: Se suman al ataque de contra las Flechas Negra los batallones republicanos, apoyados desde el mar por dos bacaladeros artillados de la "Marina de Guerra Vasca"Gipuzkoa y Bizkaia; La Legión Cóndor bombardea las posiciones republicanas de Sollube.
- 3 de mayo: Mundaca es recuperado por las tropas leales a la república, pero no logra recuperarse Bermeo.
- 4 de mayo: Las fuerzas republicanas se repliegan a sus posiciones de Sollube por la presión que la IV Brigada de Navarra realiza cuando acude en ayuda de la Brigada Mixta.
- 5 de mayo: El Lehendakari José Antonio Aguirre asume el control íntegro sobre todas las tropas republicanas en suelo vasco.
- 6 de mayo: Las fuerzas facciosas atacan el monte Sollube con apoyo de la aviación; La Legión Cóndor bombardea la cima del monte donde los republicanos tienen instalada su artillería.
- 7 de mayo: Un batallón asturiano releva a al Batallón de ANV en la defensa de Sollube; Comienza la evacuación de la población civil de Bilbao.
- 8 de mayo: Cae la cima del Sollube en manos franquistas. La escasa defensa de la posición del batallón asturiano llevaría a sus responsables a un consejo de guerra.
- 9 de mayo: Los batallones republicanos "Asturias 212", "Gordexola", "Kirikiño" y "Otxandiano" realizan un ataque con intención de recuperar la cumbre del Sollube.
- 10 de mayo: Tropas republicanas compuestas por milicianos vascos y asturianos rodean a un batallón italiano en pleno contraataque.
- 11 de mayo: Las tropas sublevadas organizan el ataque y la IV Brigada Navarra toma el Bizkargi.
- 12 de mayo: Contraataque de las tropas republicanas para recuperar las cimas del Sollube y Bizkargi.
- 14 de mayo: Las tropas leales a la república pierden la posición.[4]
- 17 de mayo: se pierde definitivamente el Bizkargi.[5]